# Art de Catalunya

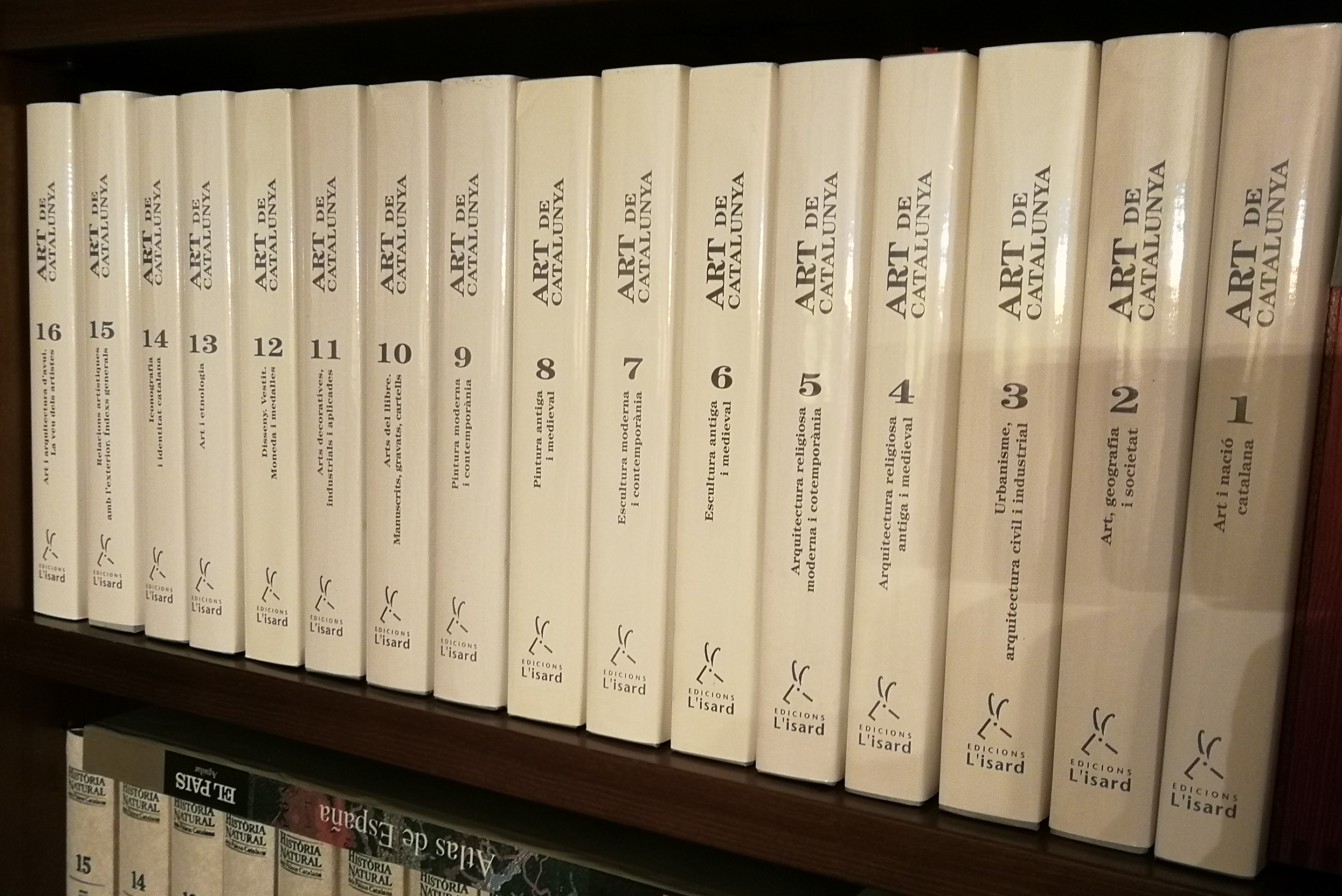
Die katalanischsprachige Kunstgeschichte Art de Catalunya in der ersten Auflage

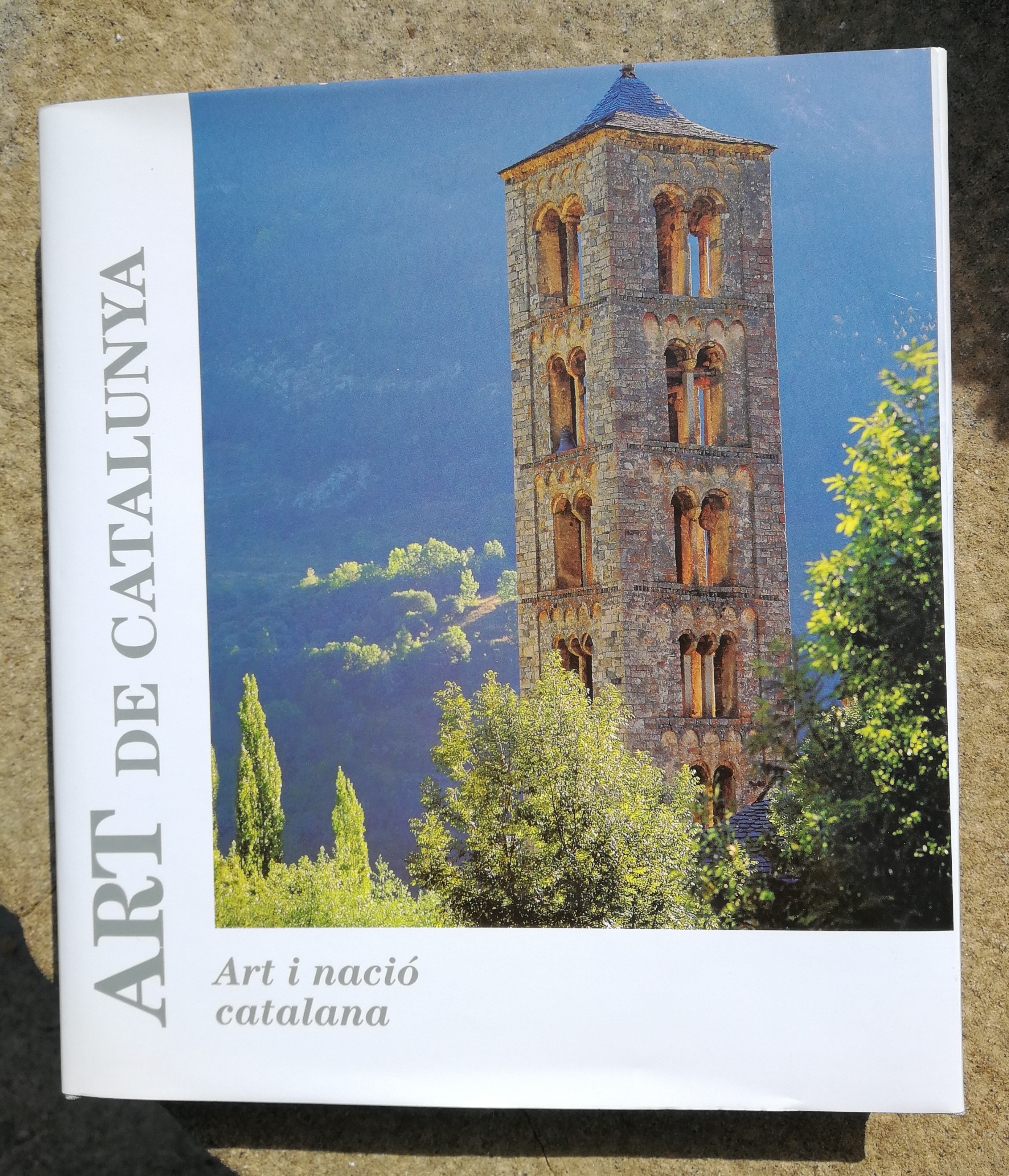
Die katalanischsprachige Kunstgeschichte Art de Catalunya Band 1 mit Papierumschlag

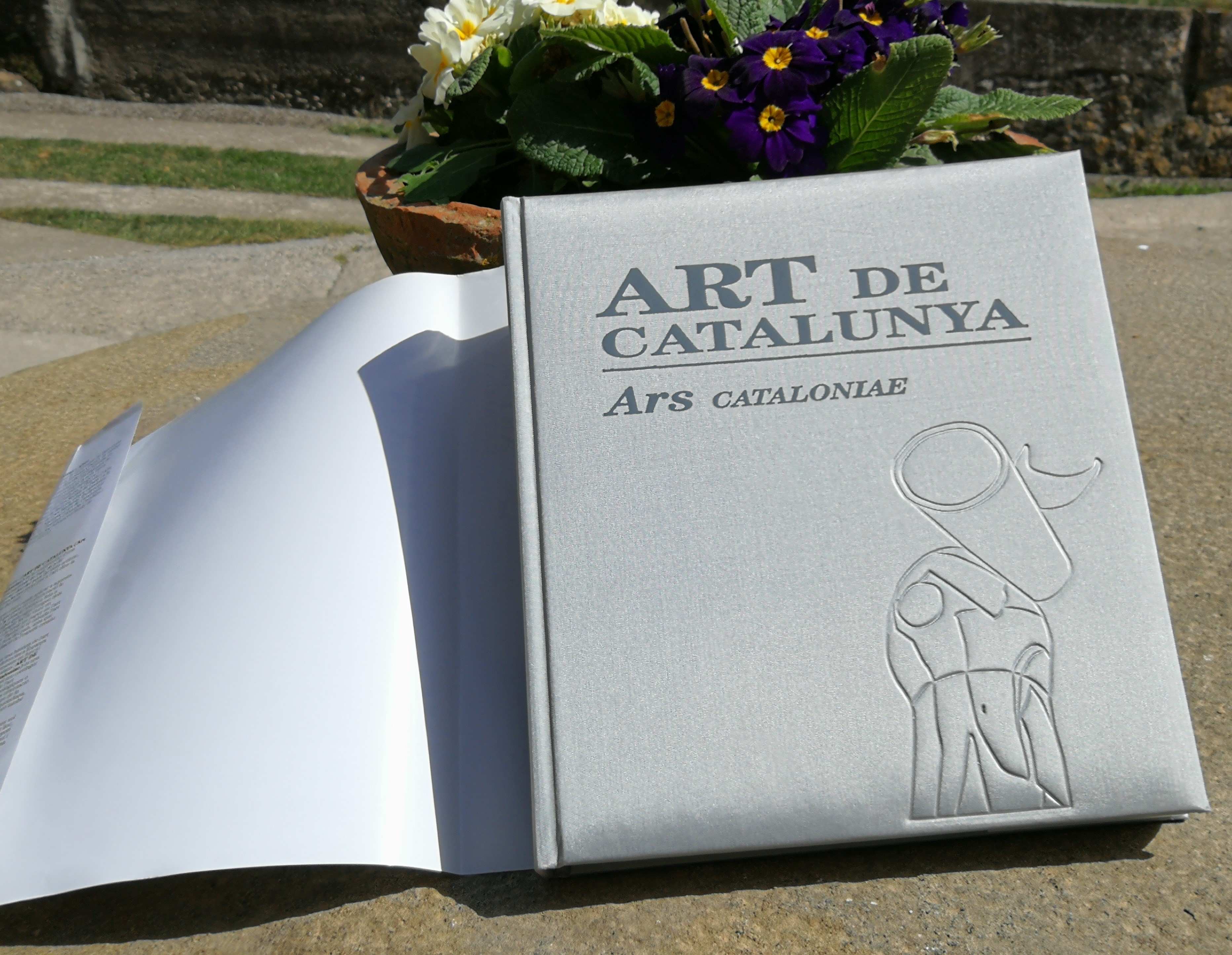
Die katalanischsprachige Kunstgeschichte Art de Catalunya Band 1 ohne Papierumschlag

Art de Catalunya – Ars Cataloniae ist eine zwischen 1997 und 2003 unter der wissenschaftlichen Leitung des Kunsthistorikers Xavier Barral i Altet im Verlag Edicions L’Isard (zur Gruppe Enciclopèdia Catalana gehörig) in Barcelona herausgegebene 16-bändige Kunstgeschichte Kataloniens in katalanischer Sprache. Das Werk ist in einer adaptierten Form auf den Webseiten des Verlages Enciclopèdia Catalana für registrierte Benutzer online verfügbar.

## Das Werk
Das Ziel des Werkes war der Aufbau einer nationalen Kunstgeschichte Kataloniens, die die Gesamtheit des Kunstschaffens in Katalonien (unabhängig von der Herkunft der jeweiligen Künstler) erfasste. Darüber hinaus wurden auch katalanische Künstler, die auswärtig lebten, mit betrachtet. Konkrete Ziele dieses Werkes für Katalonien waren: (1) Der Aufbau einer Kunstgeschichte, die die neuesten Ergebnisse der Forschung repräsentierte. (2) Eine Darstellung der Kunstgeschichte, die insbesondere bis dato nicht oder wenig erforschte Kunstbereiche darstellte. (3) Die Darstellung einer Kunstgeschichte als Bibliografie.
Diese Kunstgeschichte unterscheidet sich von traditionellen, eher chronologisch oder stilistisch ausgerichteten Werken. Sie ist thematisch orientiert und nimmt dabei alle Felder des Kunstschaffens in Katalonien in den Blick. Es finden sich somit neben eher traditionell ausgerichteten Artikeln, die die religiöse Architektur, Skulptur oder Malerei erklären, Artikel, die einen allgemeinen Begriff der Kunst Kataloniens oder das Verhältnis von Kunst und Gesellschaft oder die Bezüge der Kunst Kataloniens zur Kunst Spaniens und Europas thematisieren. Das Werk bietet darüber hinaus Kapitel über Stadtentwicklung, nicht-religiöse private und öffentliche Architektur oder die Architektur der Industrialisierung. Das Kunstschaffen auf Basis von Bräuchen und Festen wird in der Ethnologie ähnlichen Ansätzen präsentiert. Ein eigenes Kapitel ist der katalanischen Ikonographie gewidmet. Andere thematische Artikel präsentieren die Buchkunst, dekorative Künste, Design, Münzkünste oder Briefmarken etc. Auch die Geschichte der künstlerischen Fotografie und des Videos werden unter Berücksichtigung des Themas Kino in diesem Werk dargestellt.

## Die Bände
- Band 1: Art i nació catalana. ISBN 84-89931-27-5.
- Band 2: Art, geografia i societat. ISBN 84-89931-26-7.
- Band 3: Urbanisme, arquitectura civil i industrial. ISBN 84-24089-04-6.
- Band 4: Arquitectura religiosa antiga i medieval. ISBN 84-89931-13-5.
- Band 5: Arquitectura religiosa moderna i contemporània. ISBN 84-89931-14-3.
- Band 6: Escultura antiga i medieval. ISBN 84-921314-6-2.
- Band 7: Escultura moderna i contemporània. ISBN 84-89931-03-8.
- Band 8: Pintura antiga i medieval. ISBN 84-89931-06-2.
- Band 9: Pintura moderna i contemporània. ISBN 84-89931-19-4.
- Band 10: Arts del llibre. Manuscrits, gravats, cartells. ISBN 84-89931-15-1.
- Band 11: Arts decoratives, industrials i aplicades. ISBN 84-89931-17-8.
- Band 12: Disseny. Vestit. Moneda i medalles. ISBN 84-89931-00-3.
- Band 13: Art i etnologia. ISBN 84-89931-10-0.
- Band 14: Iconografia i identitat catalana. ISBN 84-89931-20-8.
- Band 15: Relacions artístiques amb l’exterior. Índexs generals. ISBN 84-89931-29-1.
- Band 16: Art i arquitectura d’avui. La veu dels artistes. ISBN 84-89931-24-0.

- Gesamtwerk: ISBN 84-921314-5-4.

## Mitarbeiter
- Xavier Barral i Altet (Wissenschaftliche Leitung)
- Hèlios Rubio (Leitender Herausgeber)
- Pere Fernández (Künstlerische Leitung)